# Никитино (Омская область)
Никитино — деревня в Кормиловском районе Омской области России. Входит в состав Юрьевского сельского поселения.

## История
Основана в 1894 г. В 1928 г. село Никитино состояло из 109 хозяйств, основное население — русские. Центр Никитинского сельсовета Корниловского района Омского округа Сибирского края.

## Население
| 2010 |
| ---- |
| 97   |